# Mycosphaerella populicola
Mycosphaerella populicola är en svampart som beskrevs av C.H. Thomps. 1941. Mycosphaerella populicola ingår i släktet Mycosphaerella och familjen Mycosphaerellaceae.   Inga underarter finns listade i Catalogue of Life.